# Liberale Großloge von Österreich
Die Liberale Großloge von Österreich (LGL) ist eine Dachorganisation liberaler Freimaurerlogen in Österreich, die am 24. Juni 2007 gegründet wurde. Sie repräsentiert eine moderne und pluralistische Ausrichtung der Freimaurerei und steht in der Tradition humanistischer und aufklärerischer Werte. Die LGL vereint derzeit sieben Logen (Stand: Juli 2025), die Menschen unabhängig von Geschlecht, Herkunft oder Weltanschauung aufnehmen und sich der individuellen Entwicklung ihrer Mitglieder widmen.

## Allgemeines
Die LGL versteht sich als moderne Plattform, die die Weiterentwicklung der Freimaurerei im 21. Jahrhundert aktiv fördert. Mit ihrer Gründung wurde ein Raum geschaffen, in dem die traditionellen Werte der Freimaurerei – Freiheit, Gleichheit und Brüderlichkeit – in einen zeitgemäßen Kontext übertragen werden, um sie für die Herausforderungen und Bedürfnisse der heutigen Gesellschaft lebendig zu halten. Dabei steht die LGL für eine zukunftsgerichtete Interpretation der Freimaurerei, die über die bloße Pflege von Ritualen hinausgeht und die Suche nach Antworten auf drängende gesellschaftliche und individuelle Fragen in den Mittelpunkt stellt.
Die Mitgliedslogen der LGL arbeiten nach den drei klassischen Graden der Freimaurerei: Lehrling, Geselle und Meister. Diese Grade bieten eine strukturierte Grundlage für die persönliche Weiterentwicklung der Mitglieder und dienen als Rahmen für tiefgehende Diskussionen zu relevanten Themen der Zeit. In den Logen steht die Auseinandersetzung mit Fragen der Menschlichkeit, des gegenseitigen Verständnisses und der gesellschaftlichen Verantwortung im Fokus. Die freimaurerische Arbeit in den Logen wird durch konstruktive Kritik und Selbstreflexion geprägt, wodurch sich die Mitglieder nicht nur persönlich weiterentwickeln, sondern auch einen Beitrag zur Gemeinschaft leisten können.
Ein zentrales Prinzip der LGL ist die Offenheit für alle, die bereit sind, sich den Grundsätzen der Freimaurerei zu verpflichten. Diskriminierung jeglicher Art wird konsequent abgelehnt, und die Logen agieren strikt politisch und religiös neutral. Diese Neutralität ermöglicht es, einen Raum für Vorurteilslosigkeit und ehrliche Auseinandersetzung zu schaffen, in dem jedes Mitglied seine individuellen Ansichten einbringen kann. Die LGL versteht sich als ein Ort, an dem intellektuelle und emotionale Aufrichtigkeit gelebt werden, und bietet ihren Mitgliedern die Möglichkeit, sich frei von äußeren und inneren Zwängen zu entfalten.
Darüber hinaus wird in der LGL die Autonomie der einzelnen Logen betont. Jede Loge ist eine eigenständige Gemeinschaft, die ihre Arbeit im Einklang mit den freimaurerischen Grundwerten gestaltet. Die Hierarchie innerhalb der Organisation wird bewusst flach gehalten, um eine Verantwortung von unten nach oben und eine Delegation von Entscheidungsprozessen zu fördern. Dieser Ansatz unterstreicht den demokratischen Charakter der LGL und stärkt die Eigenverantwortung jedes einzelnen Mitglieds.
Freimaurerei innerhalb der LGL ist mehr als ein historisches Erbe – sie ist eine aktive, lebendige Praxis. Sie fordert von ihren Mitgliedern die Bereitschaft zur Selbsterkenntnis, Selbstbeherrschung und Selbstveredelung. Ziel ist es, Antworten auf die fundamentale Frage zu finden: „Was muss man sein, um ein Mensch zu sein?“ Dieser Ansatz macht die Arbeit in der LGL zu einem fortwährenden Prozess der individuellen und kollektiven Weiterentwicklung, der sich den Herausforderungen der Gegenwart stellt, ohne die Wurzeln der Tradition zu verlieren.

## Grundsätze
Die Grundsätze der LGL basieren auf den traditionellen "Alten Pflichten" von James Anderson aus dem Jahr 1723, die die ethischen und moralischen Grundlagen der Freimaurerei definieren. Darüber hinaus hat sich die LGL den "Neuen Pflichten" verpflichtet, die 1974 von der Unabhängigen Freimaurerloge Wien entwickelt wurden. Diese "Neuen Pflichten" stellen eine zeitgemäße Interpretation der freimaurerischen Werte dar und unterstreichen die Bedeutung von individueller Freiheit, Toleranz und gegenseitigem Respekt.
Gewissensfreiheit
Ein zentraler Grundsatz der LGL ist die absolute Gewissensfreiheit. Jedes Mitglied hat das Recht, seine eigene Weltanschauung, Spiritualität und Werte zu entwickeln, ohne äußeren Zwang oder religiöse Bevormundung. Diese Freiheit ist die Grundlage, auf der die Mitglieder individuell wachsen und gleichzeitig als Gemeinschaft harmonisch agieren können. Die LGL setzt sich dafür ein, einen Raum zu schaffen, in dem jede Person ihre Überzeugungen frei und ungezwungen äußern kann.
Toleranz und Pluralismus
Die LGL versteht Toleranz nicht nur als Akzeptanz unterschiedlicher Meinungen, sondern als aktiven Respekt vor der Vielfalt der menschlichen Gedankenwelt. Unterschiedliche religiöse Überzeugungen, politische Ansichten und kulturelle Hintergründe werden nicht als trennend, sondern als bereichernd angesehen. Pluralismus bedeutet für die LGL auch, verschiedene Zugänge zur Wahrheit und Erkenntnis zu respektieren, ohne eine einzige Doktrin vorzuschreiben.
Humanistische Werte
Die Werte der LGL sind stark in der humanistischen Tradition verwurzelt. Freiheit, Gleichheit und Brüderlichkeit sind nicht nur abstrakte Ideale, sondern praktische Leitlinien für das Handeln der Mitglieder. Dabei steht der Mensch im Mittelpunkt: Seine Würde, sein Streben nach Selbstverwirklichung und seine Verantwortung gegenüber der Gesellschaft.
Verantwortung gegenüber der Gesellschaft
Ein weiteres zentrales Prinzip der LGL ist die Verantwortung gegenüber der Gesellschaft. Die Freimaurerei der LGL ist nicht in sich abgeschlossen, sondern bemüht sich aktiv um einen positiven Einfluss auf die Welt. Dies zeigt sich in sozialen Initiativen, Bildungsprogrammen und der Förderung von Diskursen zu gesellschaftlich relevanten Themen.
Bekenntnis zu den Menschenrechten
Die LGL orientiert sich an der Allgemeinen Erklärung der Menschenrechte der Vereinten Nationen. Jedes Mitglied verpflichtet sich, die Rechte und Freiheiten aller Menschen unabhängig von Herkunft, Geschlecht oder Glauben zu respektieren. Dieses Bekenntnis ist eine wesentliche Grundlage des freimaurerischen Ethos der LGL.
Förderung von Bildung und Erkenntnis
Bildung und die Suche nach Wissen sind essenzielle Aspekte der freimaurerischen Arbeit. Die Mitglieder der LGL werden ermutigt, sich kontinuierlich weiterzubilden, kritisch zu denken und ihr Wissen zum Wohl der Gemeinschaft einzusetzen. In den Logen wird eine Kultur des lebenslangen Lernens gepflegt.
Einheit in Vielfalt
Die LGL strebt danach, Einheit in Vielfalt zu schaffen. Dies bedeutet, dass die individuellen Unterschiede der Mitglieder nicht als Hindernis, sondern als Stärke angesehen werden. Die gemeinsame Arbeit basiert auf dem gegenseitigen Respekt und dem Ziel, ein harmonisches Miteinander zu fördern.

## Traditionen
Die Traditionen der Liberalen Großloge von Österreich (LGL) wurzeln tief in den historischen Ritualen und Symbolen der Freimaurerei, die seit Jahrhunderten Bestand haben. Diese Traditionen werden jedoch bewusst im Kontext der heutigen Zeit interpretiert, um ihre Relevanz und Bedeutung für die moderne Gesellschaft zu bewahren.
Ritualarbeit
- Ein zentrales Element der Traditionen ist die rituelle Arbeit. Rituale in der Freimaurerei dienen nicht nur der Pflege einer gemeinsamen symbolischen Sprache, sondern fördern auch die Selbstreflexion und den gemeinschaftlichen Geist. Die Rituale der LGL orientieren sich an den klassischen freimaurerischen Graden Lehrling, Geselle und Meister. Sie bieten den Mitgliedern die Möglichkeit, über sich selbst, die Gemeinschaft und die Welt nachzudenken, und schaffen einen Raum für spirituelle und persönliche Entwicklung.

Symbolik
- Die Symbolik spielt eine zentrale Rolle in der freimaurerischen Tradition. Werkzeuge wie Winkelmaß, Zirkel und Wasserwaage werden als Metaphern für ethisches Handeln, Gerechtigkeit und Gleichgewicht verstanden. Die Mitglieder der LGL nutzen diese Symbole, um ihre Werte und Ziele zu verdeutlichen und eine Verbindung zu den historischen Wurzeln der Freimaurerei herzustellen.

Zusammenkünfte und Logenarbeit
- Regelmäßige Zusammenkünfte sind ein wesentlicher Bestandteil der Traditionen der LGL. Diese Treffen bieten Raum für rituelle Arbeit, Reflexion und Diskussion. Dabei stehen ethische, philosophische und gesellschaftliche Themen im Mittelpunkt. Die Logenarbeit ist geprägt von einem offenen und respektvollen Austausch, bei dem alle Stimmen gehört werden. Dies stärkt nicht nur den Zusammenhalt der Gemeinschaft, sondern auch die Fähigkeit der Mitglieder, neue Perspektiven zu entwickeln.

Feierliche Zeremonien
- Feierlichkeiten und Zeremonien sind ein weiterer wichtiger Aspekt der Traditionen der LGL. Ob Initiationsrituale für neue Mitglieder, Gedenkveranstaltungen oder Jubiläumsfeiern – diese Anlässe fördern die Gemeinschaft und die Identifikation der Mitglieder mit den Werten der Freimaurerei. Sie schaffen Momente des gemeinsamen Erlebens und erinnern an die Kontinuität und Bedeutung der freimaurerischen Traditionen.

Austausch und Weiterbildung
- Tradition und Bildung sind eng miteinander verbunden. In den Logen der LGL wird großer Wert auf Weiterbildung gelegt, sei es durch Vorträge, Diskussionen oder Workshops. Die Mitglieder werden ermutigt, ihr Wissen zu erweitern und sich aktiv mit den Herausforderungen der Gegenwart auseinanderzusetzen. Dabei wird die Tradition der Freimaurerei nicht als starr, sondern als dynamisch und anpassungsfähig verstanden.

Gemeinschaft und Solidarität
- Die Tradition der Freimaurerei betont die Bedeutung der Gemeinschaft. Innerhalb der LGL wird Solidarität großgeschrieben. Die Mitglieder unterstützen einander nicht nur in der Logenarbeit, sondern auch in persönlichen Angelegenheiten. Diese gelebte Solidarität spiegelt sich auch in karitativen Projekten wider, die von den Logen organisiert und unterstützt werden.

Bewahrung und Erneuerung
- Die LGL sieht es als ihre Aufgabe, die traditionellen Werte und Praktiken der Freimaurerei zu bewahren, gleichzeitig jedoch offen für Neuerungen zu sein. Dieser Balanceakt zwischen Tradition und Erneuerung ermöglicht es, die Freimaurerei zeitgemäß zu gestalten, ohne ihre Wurzeln zu verlieren. Die Rituale und Symbole bleiben relevant, indem sie kontinuierlich an die Bedürfnisse und Herausforderungen der modernen Gesellschaft angepasst werden.

Durch diese lebendigen Traditionen schafft die Liberale Großloge von Österreich eine Verbindung zwischen Vergangenheit und Gegenwart und bietet ihren Mitgliedern einen stabilen, aber flexiblen Rahmen für ihre persönliche und gemeinschaftliche Entwicklung.

## Der Appell von Straßburg (1961)
Der Appell von Straßburg, verabschiedet am 22. Januar 1961, stellt ein historisches Dokument von zentraler Bedeutung für die internationale liberale Freimaurerei dar. Dieses Manifest wurde von elf freimaurerischen Obödienzen aus zehn verschiedenen Ländern in Straßburg formuliert. Es betont die Werte der absoluten Gewissensfreiheit, der gegenseitigen Toleranz und der Ablehnung dogmatischer Beschränkungen. Der Appell markiert den Beginn einer neuen Ära der Zusammenarbeit unter liberalen Freimaurerlogen weltweit und führte zur Gründung der Organisation CLIPSAS („Centre de Liaison et d’Information des Puissances Maçonniques Signataires de l'Appel de Strasbourg“), die bis heute eine Plattform für internationale Vernetzung und den Austausch zwischen liberalen Logen bietet.

### Hintergrund und Zielsetzung
Der Appell von Straßburg entstand in einer Zeit, in der die internationale Freimaurerei mit Spannungen und Spaltungen konfrontiert war. Insbesondere der Gegensatz zwischen „regulärer“ und „irregulärer“ Freimaurerei führte zu erheblichen Konflikten. Während die Vereinigte Großloge von England und ihre Verbündeten an traditionellen dogmatischen Strukturen festhielten, suchten liberale Obödienzen nach Wegen, die Freimaurerei von religiösen und ideologischen Zwängen zu befreien. Ziel des Appells war es, eine Plattform zu schaffen, die die Bruderkette zwischen Freimaurern wiederherstellt und alle Unterschiede in Traditionen, Riten und Glaubensrichtungen als Bereicherung und nicht als Quelle von Uneinigkeit betrachtet. Die Initiatoren betonten die Notwendigkeit, die universellen Prinzipien der Freimaurerei – insbesondere die absolute Gewissensfreiheit – zu verteidigen und in der modernen Welt zu verankern.

### Der Appell von Straßburg: Brücke zu einer geeinten Freimaurerei
Die Begriffe „regulär“ und „irregulär“ spielen in der Freimaurerei seit jeher eine bedeutende, jedoch oft polarisierende Rolle. Sie wurden ursprünglich in der anglosächsischen Freimaurerei eingeführt, um eine Hierarchie zwischen Logen zu schaffen und jene, die nicht den definierten Regularitätskriterien entsprechen – wie zum Beispiel die Zulassung von Frauen oder die Ablehnung eines verpflichtenden Glaubens an ein Höheres Wesen – als „irregulär“ zu klassifizieren. Diese Einteilung hatte vor allem den Effekt, Spaltungen innerhalb der freimaurerischen Bewegung zu verstärken und liberale moderne freimaurerische Traditionen abzuwerten.
Mit dem Appell von Straßburg am 22. Januar 1961 setzte die liberale Freimaurerei jedoch ein starkes Zeichen gegen diese Ausgrenzung. Elf freimaurerische Obödienzen aus zehn verschiedenen Ländern unterzeichneten in Straßburg eine Charta, die die absolute Gewissensfreiheit zum zentralen Prinzip erhob. Ziel war es, eine Bruderkette zu schaffen, die alle Freimaurer – unabhängig von ihrer Tradition, ihrem Ritus, ihren Symbolen oder ihrem Glauben – miteinander verbindet. Die Signatarobödienzen des Appells betonten, dass Vielfalt nicht als Quelle der Uneinigkeit, sondern als geistiger Reichtum betrachtet werden sollte.
Die Gründung von CLIPSAS (Centre de Liaison et d’Information des Puissances maçonniques Signataires de l'Appel de Strasbourg) markierte den Beginn einer weltweiten Vernetzung liberaler freimaurerischer Obödienzen, die sich für Toleranz und gegenseitigen Respekt einsetzten. Der Appell erklärte, dass die Bruderkette nur durch eine völlige Gewissensfreiheit und gegenseitige Toleranz wiederhergestellt werden könne. Zudem wurde beschlossen, dass jede Obödienz frei entscheiden dürfe, ob sie die Anrufung des Allmächtigen Baumeisters aller Welten oder ein Heiliges Buch in ihrer Arbeit verwenden möchte.
Die liberale Freimaurerei erkennt dabei die maskuline „reguläre“ Freimaurerei und ihre Traditionen an, auch wenn diese Anerkennung nicht wechselseitig erfolgt. Diese Einseitigkeit zeigt, dass die Begriffe „regulär“ und „irregulär“ bzw. "Co-Freimaurerei" weiterhin als Machtinstrumente genutzt werden, um bestimmte freimaurerische Ausrichtungen zu dominieren und andere zu marginalisieren. Der Appell von Straßburg und die Arbeit von CLIPSAS setzen jedoch bewusst auf eine offene, inklusive Freimaurerei, die universelle Werte wie Gleichheit, Gewissensfreiheit und Brüderlichkeit fördert.
Die Vision der liberalen Freimaurerei, wie sie im Appell von Straßburg formuliert wurde, zeigt, dass Spaltungen innerhalb der Freimaurerei überwunden werden können, wenn Vielfalt als Stärke und nicht als Bedrohung angesehen wird. Nur durch eine umfassende gegenseitige Anerkennung kann die Freimaurerei ihr Ziel erreichen, eine wahrhaft humane Weltgeschwisterkette zu formen.

### Kerngedanken des Appells
Der Appell von Straßburg ruft zur Bildung einer internationalen Vereinigung liberaler und adogmatischer Freimaurerlogen auf, die auf den folgenden Prinzipien basiert:
1. Absolute Gewissensfreiheit: Jeder Mensch hat das Recht, seine Überzeugungen frei zu wählen und auszuleben, ohne von politischen oder religiösen Institutionen eingeschränkt zu werden. Dieses Prinzip bildet das Fundament der Freimaurerei und wird als unveräußerlich betrachtet.
2. Toleranz und Respekt: Der Appell betont die Wichtigkeit von gegenseitigem Respekt und Toleranz. Unterschiede in Traditionen, Symbolen und Glaubensrichtungen werden als Ergebnis der historischen Evolution angesehen und sollen als Quelle moralischen und geistigen Reichtums dienen.
3. Ablehnung von Dogmatismus: Die Freimaurerei wird als unabhängig von festen religiösen, politischen oder ideologischen Dogmen verstanden. Der Appell fordert eine offene Haltung gegenüber verschiedenen Weltanschauungen.
4. Stärkung der Bruderkette: Der Appell ruft alle Freimaurer dazu auf, sich einer Bruderkette anzuschließen, die auf gegenseitigem Vertrauen, Gewissensfreiheit und Toleranz beruht.
5. Autonomie der Logen: Es wird betont, dass jede Loge und jede Obödienz das Recht haben sollte, eigenständig über ihre Traditionen, Rituale und Symbole zu entscheiden. Dies umfasst auch die Freiheit, die Anrufung des Allmächtigen Baumeisters der Welten oder die Verwendung eines heiligen Buches individuell zu gestalten sowie die Aufnahme von Frauen und/oder diversen Personen.

### Rolle der Unabhängigen Freimaurerloge Wien
Die Unabhängige Freimaurerloge Wien (UFML) spielte eine bedeutende Rolle bei der Entstehung des Appells von Straßburg. Als Vorläufer des Großorients von Österreich und später der Liberalen Großloge von Österreich war die UFML eine treibende Kraft hinter der Idee, eine internationale Plattform für liberale Freimaurerei zu schaffen. Die UFML vertrat die Vision einer Freimaurerei, die frei von dogmatischen Beschränkungen und offen für unterschiedliche Weltanschauungen ist. Durch ihre aktive Teilnahme an der Formulierung des Appells und ihre Unterstützung der Gründung von CLIPSAS unterstrich die UFML die Bedeutung Österreichs in der internationalen liberalen Freimaurerei.
Die UFML setzte sich insbesondere für die absolute Gewissensfreiheit und die Ablehnung jeglicher ideologischer Bevormundung ein. Ihre Bemühungen trugen maßgeblich dazu bei, die Prinzipien des Appells zu definieren und in der internationalen Freimaurerbewegung zu verankern.

### Entstehung von CLIPSAS
Im Zuge des Appells von Straßburg wurde CLIPSAS gegründet, eine internationale Organisation, die als Verbindungs- und Informationszentrum zwischen den unterzeichnenden Obödienzen dient. CLIPSAS fördert den Dialog und die Zusammenarbeit zwischen Freimaurern weltweit, basierend auf den Prinzipien des Appells.
CLIPSAS organisiert regelmäßige Treffen und Konferenzen, um den Austausch zwischen den Mitgliedslogen zu erleichtern und gemeinsame Initiativen zu entwickeln. Die Organisation betrachtet die Unterschiede zwischen den Obödienzen als Quelle der Stärke und strebt danach, die freimaurerischen Ideale in einer globalisierten Welt zu verbreiten.

### Bedeutung für die Liberale Großloge von Österreich
Die Liberale Großloge von Österreich (LGL) sieht sich in direkter Tradition des Appells von Straßburg. Als Mitglied von CLIPSAS (wieder seit 2011) bekennt sich die LGL zu den Prinzipien dieses historischen Dokuments. Der Appell dient der LGL als Leitlinie für ihre Arbeit auf nationaler und internationaler Ebene. Er unterstreicht die Bedeutung von Pluralismus, Offenheit und gegenseitigem Respekt, die im Zentrum der Arbeit der LGL stehen.

### Bedeutung des Appells für die moderne Freimaurerei
Der Appell von Straßburg hat bis heute eine herausragende Bedeutung für die moderne Freimaurerei. In einer Welt, die zunehmend von Spaltungen und ideologischen Konflikten geprägt ist, dient der Appell als Inspiration für eine Haltung der Toleranz, des Dialogs und der Zusammenarbeit. Er erinnert die Freimaurer daran, dass die Werte der Gewissensfreiheit, des gegenseitigen Respekts und der Ablehnung von Dogmatismus universell sind und eine Grundlage für den Aufbau einer gerechteren und humaneren Gesellschaft bieten.
Durch den Appell wurde ein Netzwerk geschaffen, das es Freimaurern ermöglicht, über kulturelle und nationale Grenzen hinweg zu agieren und gemeinsame Projekte zu initiieren. Diese globale Perspektive ist ein zentraler Beitrag der Freimaurerei zur Förderung von Frieden, Verständnis und Zusammenarbeit in einer zunehmend komplexen Welt. Der Appell von Straßburg bleibt ein zeitloses Symbol für die Kraft der Freimaurerei, Brücken zu bauen und die Menschheit zu vereinen.

## CLIPSAS (1961)
CLIPSAS (Centre de Liaison et d'Information des Puissances maçonniques Signataires de l'Appel de Strasbourg) ist ein internationaler Zusammenschluss liberaler und adogmatischer freimaurerischer Großlogen und Großoriente. Die Organisation wurde 1961 in Straßburg gegründet und dient als Plattform für den Austausch und die Zusammenarbeit zwischen Freimaurerorganisationen, die gemeinsame Werte wie Freiheit, Toleranz und Humanismus teilen.

### Geschichte
Die Gründung von CLIPSAS geht auf den sogenannten „Appell von Straßburg“ zurück, der von mehreren liberalen Großlogen und Großorienten initiiert wurde. Ziel war es, eine Alternative zu den konservativeren und dogmatischen freimaurerischen Organisationen wie der Vereinigten Großloge von England (UGLE) zu schaffen. Der Appell betonte die Bedeutung von Gedankenfreiheit, Universalität und die Ablehnung jeglicher Dogmen innerhalb der Freimaurerei. Das Gründungsprinzip von CLIPSAS basiert auf dem Konzept der „absoluten Gewissensfreiheit“. Dieses Prinzip erlaubt es seinen Mitgliedsorganisationen, unterschiedliche Interpretationen freimaurerischer Praxis zu fördern und dennoch gemeinsam die universellen Ideale der Freimaurerei zu verfolgen.

### Ziele und Prinzipien
CLIPSAS verfolgt mehrere grundlegende Ziele:
1. Förderung der Toleranz: Mitglieder von CLIPSAS setzen sich für den interkulturellen Dialog und den gegenseitigen Respekt zwischen verschiedenen Kulturen, Religionen und Philosophien ein.
2. Internationale Zusammenarbeit: Die Organisation dient als Forum für den Austausch von Ideen und Erfahrungen zwischen den Mitgliedsorganisationen weltweit.
3. Eintreten für die Menschenrechte: CLIPSAS engagiert sich aktiv für die Verteidigung der Menschenrechte und der Grundfreiheiten.
4. Freiheit von Dogmen: Die Organisation legt Wert auf Unabhängigkeit von religiösen oder politischen Dogmen.

### Mitglieder
CLIPSAS besteht aus über 60 Großlogen, Großorienten und anderen freimaurerischen Körperschaften aus allen Teilen der Welt. Die Mitgliedsorganisationen zeichnen sich durch ihre liberale Haltung und ihre Offenheit für alle Menschen aus, unabhängig von Geschlecht, Religion oder ethnischer Herkunft.

### Struktur und Organisation
CLIPSAS wird von einem Präsidenten geleitet, der von der Generalversammlung gewählt wird. Die Generalversammlung, die einmal jährlich stattfindet, ist das wichtigste Entscheidungsgremium der Organisation. Hier werden strategische Entscheidungen getroffen und neue Mitglieder aufgenommen.
Zusätzlich verfügt CLIPSAS über ein Sekretariat, das für die laufenden administrativen Aufgaben verantwortlich ist, sowie verschiedene Arbeitsgruppen, die sich mit spezifischen Themen wie Bildung, Kultur und Menschenrechten befassen.

### Bedeutung und Einfluss
CLIPSAS gilt als eine der bedeutendsten internationalen Organisationen innerhalb der liberalen Freimaurerei. Die Plattform fördert den Dialog zwischen verschiedenen freimaurerischen Traditionen und trägt zur Stärkung des weltweiten Netzwerks der liberalen Freimaurerei bei. Darüber hinaus hat CLIPSAS durch sein Engagement für Menschenrechte und Toleranz auch außerhalb der Freimaurerei Beachtung gefunden.

### Herausforderungen
Wie jede internationale Organisation steht auch CLIPSAS vor Herausforderungen, darunter:
- Vielfalt der Mitgliedsorganisationen: Die kulturelle, religiöse und philosophische Vielfalt der Mitglieder erfordert einen sensiblen Umgang mit potenziellen Differenzen.
- Wahrnehmung in der Öffentlichkeit: Freimaurerische Organisationen, einschließlich CLIPSAS, werden oft mit Vorurteilen oder Missverständnissen konfrontiert.
- Politische Unabhängigkeit: Die Organisation muss sicherstellen, dass sie unabhängig von politischen oder religiösen Einflüssen bleibt

## Die neuen Pflichten (1974)
Die Neuen Pflichten wurden 1974 von der Unabhängigen Freimaurerloge Wien (UFML) erarbeitet, um die Freimaurerei den Anforderungen der modernen Welt anzupassen. Sie stellen eine Ergänzung und Erweiterung der traditionsreichen „Alten Pflichten“ dar, die seit der Andersonschen Konstitution von 1723 als grundlegende ethische Prinzipien der Freimaurerei gelten. Während die Alten Pflichten die Freimaurerei in einer Zeit staatlicher und kirchlicher Einschränkungen prägten, richten sich die Neuen Pflichten an die Herausforderungen einer globalisierten und technologisch geprägten Gesellschaft.

### Historischer Hintergrund
Die „Alten Pflichten“, formuliert von James Anderson, wurden 1723 veröffentlicht und legen den moralischen und organisatorischen Rahmen der Freimaurerei fest. Sie betonen:
- Loyalität gegenüber der bürgerlichen Obrigkeit
- Toleranz in religiösen Fragen
- Brüderliche Zusammenarbeit und ethisches Verhalten innerhalb und außerhalb der Loge.

Diese Prinzipien spiegeln das Klima des 18. Jahrhunderts wider, in dem politische und religiöse Spannungen vorherrschten und die Freimaurerei als Hort der Toleranz und des Diskurses fungierte.
Mit den gesellschaftlichen und technologischen Umbrüchen des 20. Jahrhunderts – wie der Industrialisierung, zwei Weltkriegen und der drohenden Umweltzerstörung – sah sich die Freimaurerei neuen ethischen Fragen gegenüber. Vor diesem Hintergrund entstanden die „Neuen Pflichten“, die als Weiterentwicklung der Alten Pflichten verstanden werden, um die Freimaurerei zeitgemäß zu gestalten.

### Hauptanliegen der Neuen Pflichten
Die Neuen Pflichten ergänzen die Alten Pflichten, indem sie auf die spezifischen Gefahren und Herausforderungen der modernen Welt eingehen. Diese umfassen unter anderem:
1. Globale Bedrohungen
  - Umweltverschmutzung und Zerstörung der Natur: Der Umgang des Menschen mit der Natur wird als kritischer Punkt gesehen. Freimaurer sollen sich für den Schutz der Umwelt und die nachhaltige Nutzung von Ressourcen einsetzen.
  - Bevölkerungsexplosion und Ressourcenknappheit: Die Logen betonen die Verantwortung, Lösungen für die gerechte Verteilung von Nahrungsmitteln, Energie und Rohstoffen zu suchen.
2. Gesellschaftliche Ungleichheiten
  - Wachsende Disparitäten in Bildung, technologischen Fähigkeiten und wirtschaftlicher Entwicklung zwischen Nationen sollen durch internationale Zusammenarbeit abgebaut werden.
3. Psychologische und ideologische Herausforderungen
4. Zunehmende Manipulation durch Massenmedien, psychologische Beeinflussung und Propaganda wird als Gefahr für die individuelle Freiheit erkannt.
5. Friedenssicherung
  - Die Gefahr von Kriegen und Massenvernichtungswaffen erfordert übernationale Kooperationen und eine Stärkung der Menschenrechte.
6. Förderung der geistigen Entwicklung
  - Freimaurer sollen die geistige Entwicklung der Menschheit fördern, um sicherzustellen, dass sie mit dem technischen Fortschritt Schritt hält.

### Vergleich mit den Alten Pflichten
Die Neuen Pflichten erweitern die Alten Pflichten in mehreren zentralen Aspekten:
1. Religiöse Neutralität
  - Alte Pflichten: Die Alten Pflichten betonen die Notwendigkeit eines allgemeinen religiösen Grundsatzes und definieren die Freimaurerei als eine Gemeinschaft, die an einen universellen Schöpfergott glaubt.
  - Neue Pflichten: Die Neuen Pflichten deuten Religion als Privatsache und fordern Toleranz gegenüber allen Weltanschauungen, auch gegenüber solchen, die nicht an einen Gott glauben. Die Logen sollen ein Forum für den Austausch verschiedener Ideologien sein.
2. Bürgerliche Obrigkeit und der Staat
  - Alte Pflichten: Sie fordern Loyalität gegenüber der staatlichen Obrigkeit und verpflichten die Freimaurer zu Gehorsam gegenüber den Gesetzen des Landes.
  - Neue Pflichten: Während sie die Loyalität zum Staat betonen, heben sie hervor, dass diese nur gilt, wenn der Staat die Menschenrechte achtet. Sie plädieren für die Aufgabe nationaler Souveränität zugunsten überstaatlicher Organisationen, wenn dies dem Wohl der Menschheit dient.
3. Umgang mit gesellschaftlichen Herausforderungen
  - Alte Pflichten: Diese konzentrieren sich auf die innere Ordnung der Loge und das Verhalten der Brüder zueinander.
  - Neue Pflichten: Sie erweitern die Perspektive und fordern von Freimaurern eine aktive Rolle bei der Lösung globaler Probleme wie Umweltzerstörung, Ressourcenknappheit und sozialer Ungleichheit.
4. Rolle der Frauen
  - Alte Pflichten: Freimaurerei ist ein Männerbund. Frauen werden nicht aufgenommen.
  - Neue Pflichten: Sie öffnen sich der gesellschaftlichen Entwicklung und thematisieren die Möglichkeit, Frauen in Logen aufzunehmen, wobei die Erfahrungen gemischter Logen sorgfältig geprüft werden sollen.
5. Aufgaben der Logen
  - Alte Pflichten: Die Loge wird als Ort der ethischen Bildung und brüderlichen Zusammenarbeit beschrieben.
  - Neue Pflichten: Die Loge wird explizit als Gesprächsgemeinschaft definiert, die den Dialog zwischen Individuen und Gruppen fördert, um auf gesellschaftliche Herausforderungen zu reagieren.

### Struktur der Neuen Pflichten
Die Neuen Pflichten bestehen aus sechs Hauptstücken, die spezifische Themen behandeln:
1. Von Gott und der Religion: Religiöse Neutralität und ideologische Toleranz.
2. Von der bürgerlichen Obrigkeit und dem Staat: Förderung von Menschenrechten und überstaatlicher Zusammenarbeit.
3. Von den Logen: Die Logen als Modelle für Dialog und gesellschaftliche Kooperation.
4. Von den Meistern, Aufsehern, Gesellen und Lehrlingen: Verantwortung in der Hierarchie der Freimaurerei.
5. Von dem Verhalten der Zunft bei der Arbeit: Förderung von Reflexion und Verantwortung in der Loge und der Gesellschaft.
6. Von dem Betragen: Anwendung freimaurerischer Prinzipien im Alltag.

### Bedeutung und Relevanz
Die Neuen Pflichten markieren einen entscheidenden Wendepunkt in der Geschichte der Freimaurerei, da sie deren Prinzipien auf die Herausforderungen der Moderne anwenden. Sie stellen eine Verbindung zwischen den traditionellen Werten der Freimaurerei und den Erfordernissen einer globalisierten, pluralistischen Welt her.
Durch die Betonung von Umweltbewusstsein, Menschenrechten und internationaler Zusammenarbeit leisten die Neuen Pflichten einen Beitrag dazu, die Freimaurerei als eine zeitgemäße und relevante Bewegung zu positionieren.

## Vision für eine moderne Freimaurerei
Die Vision der Liberalen Großloge von Österreich für die Freimaurerei des 21. Jahrhunderts basiert auf einer Weiterentwicklung ihrer Werte, Prinzipien und Arbeitsweise, die sowohl auf den traditionellen Grundlagen der Freimaurerei als auch auf den Herausforderungen und Chancen einer globalisierten Welt fußt.
Förderung eigenständigen Denkens
Ein zentrales Anliegen der LGL ist die Förderung eigenständigen Denkens. Mitglieder werden ermutigt, ihre eigenen Ansichten und Überzeugungen kritisch zu hinterfragen und zu reflektieren. Dieser Prozess erfolgt im Rahmen einer offenen und respektvollen Gemeinschaft, in der Vielfalt nicht nur akzeptiert, sondern aktiv gefördert wird. Die Arbeit in der Loge bietet Raum, um sich über philosophische, ethische und soziale Fragen auszutauschen und neue Perspektiven zu entwickeln.
Gelebte Toleranz und Inklusion
Die LGL versteht sich als Vorreiterin in der Umsetzung gelebter Toleranz. In einer Welt, die zunehmend von Polarisierung geprägt ist, setzt die LGL ein starkes Zeichen für den Dialog zwischen unterschiedlichen Kulturen, Religionen und Weltanschauungen. Die Mitgliedschaft steht allen offen, unabhängig von Geschlecht, Herkunft, Glauben oder gesellschaftlichem Status. Diese Offenheit spiegelt sich auch in den rituellen Arbeiten wider, die eine inklusive und einladende Atmosphäre schaffen.
Engagement für Menschenrechte und soziale Gerechtigkeit
Die LGL sieht es als ihre Aufgabe, nicht nur innerhalb der Logen für Menschenrechte einzutreten, sondern auch aktiv zur Förderung sozialer Gerechtigkeit beizutragen. Dies geschieht durch die Unterstützung gemeinnütziger Projekte, Bildungsinitiativen und den Diskurs über globale Herausforderungen wie Klimawandel, soziale Ungleichheit und den Schutz der Demokratie. Die Freimaurerei wird hier als Werkzeug verstanden, um gesellschaftliche Verantwortung zu übernehmen.
Stärkung der internationalen Zusammenarbeit
Die LGL legt großen Wert auf die Vernetzung mit anderen liberalen Freimaurerlogen weltweit. Diese internationalen Beziehungen ermöglichen den Austausch von Ideen, die gemeinsame Arbeit an Projekten und die Stärkung der Prinzipien der liberalen Freimaurerei auf globaler Ebene. Insbesondere die Zusammenarbeit innerhalb von CLIPSAS unterstreicht das Engagement der LGL, über nationale Grenzen hinaus zu wirken.
Verbindung von Tradition und Moderne
Die LGL sieht ihre Arbeit als eine Brücke zwischen den bewährten Traditionen der Freimaurerei und den Anforderungen der modernen Gesellschaft. Rituale, Symbole und Werte werden respektiert, aber in einen zeitgemäßen Kontext gestellt. Die LGL ermutigt ihre Mitglieder, die alten Lehren der Freimaurerei auf aktuelle Fragestellungen anzuwenden und so einen Beitrag zur Weiterentwicklung dieser Tradition zu leisten.
Zukunftsorientierung und Innovation
Die LGL strebt danach, die Freimaurerei für zukünftige Generationen relevant zu machen. Dies beinhaltet die Nutzung moderner Technologien, um die Arbeit der Logen zu unterstützen, sowie die Entwicklung neuer Ansätze, um junge Menschen für die Werte und Ziele der Freimaurerei zu begeistern. Bildungsprogramme, Online-Plattformen und hybride Veranstaltungen sind nur einige der Maßnahmen, mit denen die LGL diese Ziele verfolgt.
Mit ihrer Vision einer modernen Freimaurerei bietet die LGL eine Perspektive, die auf Offenheit, Menschlichkeit und zukunftsorientiertem Denken basiert. Sie lädt Menschen dazu ein, Teil einer Gemeinschaft zu werden, die sich für individuelle Entwicklung, gesellschaftliche Verantwortung und die Förderung universeller Werte einsetzt.

## Geschichte der Liberalen Großloge von Österreich (LGL) und des Großorients von Österreich (GOÖ)
Die Geschichte der Liberalen Großloge von Österreich (LGL) und des Großorients von Österreich (GOÖ) von 1955 bis 2003 ist untrennbar miteinander verbunden. Die LGL führt wesentliche Traditionen und Prinzipien des GOÖ fort, was beide Obödienzen eng verknüpft. Diese Entwicklung zeichnet sich durch Modernisierung und internationale Vernetzung aus.

### 1945–1955: Wiederaufbau der Freimaurerei in Österreich und Gründung der UFML
Nach dem Zweiten Weltkrieg begannen Rückkehrer und überlebende Freimaurer mit der Wiederbelebung der Freimaurerei in Österreich.  1946 wurde die Großloge von Wien für Österreich gegründet, die an Vorkriegstraditionen anknüpfen wollte. Die Nachkriegszeit war jedoch geprägt von:
- Vertrauensverlust: Die Freimaurerei musste sich nach der NS-Zeit, in der sie verboten und diffamiert wurde, neu legitimieren.
- Aufarbeitung der Vergangenheit: Eine Auseinandersetzung mit der Rolle der Freimaurerei während des Austrofaschismus und der NS-Zeit war unvermeidlich.
- Spannungen innerhalb der Großloge von Wien für Österreich: Differenzen über Traditionen und moderne Ansätze führten 1955 zur Gründung der Unabhängigen Freimaurerloge Wien (UFML).

Die UFML trat für Gewissensfreiheit, soziale Verantwortung und die Abkehr von dogmatischen Traditionen ein. Sie öffnete sich für neue Mitglieder und setzte verstärkt auf Bildung und gesellschaftliches Engagement.

### 1955–1963: Gründung und Entwicklung des Großorients von Österreich (GOÖ)
Die Jahre 1955 bis 1963 markieren einen bedeutenden Abschnitt in der Geschichte der liberalen Freimaurerei in Österreich. In dieser Zeit formierte sich der Großorient von Österreich (GOÖ) als Dachorganisation der freimaurerischen Logen, die aus der Unabhängigen Freimaurerloge Wien (UFML) hervorgingen. Diese Phase war geprägt von organisatorischen Innovationen, einer modernen Interpretation der freimaurerischen Ideale und einer verstärkten internationalen Ausrichtung.

#### Hintergrund: Die Gründung der UFML und der Weg zum Großorient.
Die Unabhängige Freimaurerloge Wien (UFML) wurde 1955 gegründet, um eine Alternative zur Großloge von Wien für Österreich zu schaffen. Die UFML war eine Reaktion auf starre Strukturen und den Mangel an Reformbereitschaft innerhalb der bestehenden freimaurerischen Organisationen. Sie vertrat eine liberale und progressive Freimaurerei, die auf den Prinzipien von Gewissensfreiheit, Toleranz und sozialer Verantwortung basierte.
Die wachsende Mitgliederzahl und der Wunsch, die freimaurerische Arbeit auf eine breitere Basis zu stellen, führten schließlich zur Gründung des Großorients von Österreich (GOÖ) im Jahr 1960. Dabei bildeten drei Logen die Grundlage des GOÖ:
- Loge "Tradition" (UFML)
- Loge „Van Swieten“
- Loge „Sonnenfels“

Diese Logen teilten gemeinsame Werte, entwickelten jedoch spezifische thematische Schwerpunkte, um die Vielfalt innerhalb der freimaurerischen Arbeit zu fördern.

#### Ziele und Struktur des Großorients von Österreich
Die Gründung des GOÖ war ein Meilenstein in der liberalen Freimaurerei Österreichs. Sie war Ausdruck des Wunsches nach einer modernen, demokratischen Organisation, die den Herausforderungen der Zeit gerecht wird. Die wichtigsten Ziele des GOÖ waren:
1. Demokratische Organisation und Mitbestimmung: Der GOÖ wurde als demokratische Dachorganisation gegründet, in der alle Logen gleichberechtigt waren. Entscheidungen wurden durch Abstimmungen getroffen, und Transparenz war ein zentrales Prinzip.
2. Internationale Vernetzung: Der GOÖ verstand sich von Beginn an als Teil der internationalen liberalen Freimaurerei. Bereits 1961 spielte er eine führende Rolle bei der Gründung von CLIPSAS (Confédération des Loges et Obédiences Libérales et Adogmatiques), einer internationalen Vereinigung liberaler Freimaurer. Der sogenannte „Appell von Straßburg“ bildete die ideologische Grundlage von CLIPSAS und betonte Prinzipien wie Gewissensfreiheit, Gleichheit und Inklusivität.
3. Moderne Werte und soziale Verantwortung: Die Arbeit des GOÖ richtete sich auf zeitgenössische Herausforderungen, darunter soziale Gerechtigkeit, Bildung und Menschenrechte. Besonders betont wurde die Rolle der Freimaurer als aktive Mitglieder der Gesellschaft, die zu deren Fortschritt beitragen sollten.
4. Rituelle Vielfalt und Innovation: Während die traditionellen freimaurerischen Rituale respektiert wurden, entwickelte der GOÖ neue Ansätze, um sie an die Werte der Aufklärung und die gesellschaftlichen Bedürfnisse der Nachkriegszeit anzupassen. Rituale wurden mit einem stärkeren Fokus auf Bildung, Persönlichkeitsentwicklung und ethisches Handeln gestaltet.[50]

#### Die Rolle von CLIPSAS und der „Appell von Straßburg“ (1961)
Ein zentraler Erfolg des GOÖ war seine Mitwirkung an der Gründung von CLIPSAS im Jahr 1961. Diese Organisation wurde ins Leben gerufen, um die Zusammenarbeit liberaler Freimaurerlogen weltweit zu fördern. Der „Appell von Straßburg“ diente als ideologisches Fundament und definierte folgende zentrale Prinzipien:
- Gewissensfreiheit: Jeder Mensch hat das Recht, seine Überzeugungen frei zu wählen und zu äußern.
- Inklusivität: CLIPSAS und der GOÖ betonten die Offenheit der Freimaurerei gegenüber Menschen unabhängig von Geschlecht, Religion oder sozialem Status.
- Internationale Solidarität: Die Freimaurerei sollte als Brücke zwischen Kulturen und Nationen wirken und zur Förderung von Frieden und Verständigung beitragen.

Die aktive Rolle des GOÖ in CLIPSAS stärkte die Position Österreichs innerhalb der internationalen Freimaurergemeinschaft und etablierte den GOÖ als eine moderne, zukunftsorientierte Obödienz.

#### Herausforderungen und Schlafendlegung des GOÖ (1963)
Trotz seiner ambitionierten Ziele und Erfolge sah sich der GOÖ ab 1961 mit verschiedenen Herausforderungen konfrontiert, die letztlich zur Schlafendlegung der Organisation führten:
1. Personelle Schwächung: Der GOÖ verlor eine bedeutende Anzahl an Mitgliedern, insbesondere durch das Ausscheiden und den Tod führender Persönlichkeiten. Dies führte zu einer sinkenden Mitgliederzahl, die die Arbeit der drei Logen beeinträchtigte.
2. Mangelnde Eigenständigkeit der Logen: Während die UFML weiterhin aktiv blieb, waren die anderen beiden Logen nicht in der Lage, eine eigenständige Arbeit dauerhaft aufrechtzuerhalten. Ihre Inaktivität schwächte die Basis des Großorients erheblich.
3. Verwaltungslast: Die administrativen Anforderungen des GOÖ erwiesen sich als zu belastend. Die zunehmende Bürokratie führte dazu, dass die eigentliche freimaurerische Arbeit in den Hintergrund trat.
4. Fehlende Ressourcen: Die finanziellen und organisatorischen Ressourcen des GOÖ reichten nicht aus, um die Struktur langfristig aufrechtzuerhalten.

Im Jahr 1963 wurde der GOÖ offiziell „schlafend gelegt“. Die UFML führte jedoch die Arbeit des GOÖ inhaltlich weiter und bewahrte dessen Traditionen und Ideale. Der Zusatz „Großorient von Österreich“ blieb im Vereinsrecht bestehen, um die Verbindung zur ursprünglichen Organisation zu wahren.

#### Bedeutung dieser Periode
Die Jahre 1955 bis 1963 waren entscheidend für die Entwicklung der liberalen Freimaurerei in Österreich. Der Großorient von Österreich legte den Grundstein für eine moderne, inklusive und international vernetzte Freimaurerei. Obwohl die Organisation nur drei Jahre aktiv war, lebten ihre Prinzipien und Ideen durch die UFML und später den Großorient von Österreich (GOÖ) und der Liberalen Großloge von Österreich (LGL) weiter. Besonders hervorzuheben ist die Rolle des GOÖ bei der Förderung der internationalen Zusammenarbeit und der Entwicklung einer liberalen Freimaurerei, die sich den gesellschaftlichen Herausforderungen ihrer Zeit stellte.

### 1963–1985: Weiterarbeit der UFML und die „Neuen Pflichten“
Nach der Schlafendlegung des Großorients von Österreich (GOÖ) im Jahr 1963 setzte die Unabhängige Freimaurerloge Wien (UFML) als einzige aktive Loge die freimaurerische Arbeit fort. Diese Phase war geprägt von einer intensiven inhaltlichen Weiterentwicklung, experimentellen Ansätzen und der Anpassung der freimaurerischen Prinzipien an die Herausforderungen der modernen Gesellschaft. Die UFML bewahrte nicht nur die Traditionen des GOÖ, sondern entwickelte sie weiter, insbesondere durch die Erarbeitung der „Neuen Pflichten“ im Jahr 1974.

#### Fortführung der liberalen Prinzipien
Die UFML übernahm nach 1963 die Rolle des Hauptträgers der liberalen Freimaurerei in Österreich. Trotz der organisatorischen Reduktion auf eine einzige Loge blieb die UFML ihrer liberalen und progressiven Ausrichtung treu. Sie bewahrte die Werte und Ideale des GOÖ, darunter:
- Gewissensfreiheit: Jedes Mitglied wurde ermutigt, eigene Überzeugungen zu entwickeln und frei zu äußern.
- Inklusivität: Die Loge förderte die Vielfalt innerhalb ihrer Gemeinschaft, sowohl in Bezug auf Weltanschauungen als auch soziale Hintergründe.
- Internationale Vernetzung: Die UFML hielt den Kontakt zu CLIPSAS und pflegte Beziehungen zu anderen liberalen Freimaurerorganisationen weltweit.

Die Loge verstand sich zunehmend als Denkwerkstatt und Plattform für intellektuelle Auseinandersetzungen mit gesellschaftlichen, politischen und kulturellen Themen.

#### Experimente und Innovationen in der freimaurerischen Arbeit
In dieser Periode war die UFML ein Ort für freimaurerische Experimente und Innovationen. Die Loge suchte nach neuen Wegen, um die Freimaurerei an die sich wandelnde Gesellschaft anzupassen, ohne die grundlegenden Werte zu kompromittieren. Zu den bemerkenswertesten Neuerungen gehörten:
- Offenheit für neue Mitglieder: Die UFML war eine der ersten Logen in Österreich, die sich aktiv darum bemühte, Mitglieder aus unterschiedlichen sozialen, kulturellen und intellektuellen Kreisen einzubinden.
- Anpassung der Rituale: Die Rituale wurden inhaltlich überarbeitet, um die philosophische und ethische Dimension der Freimaurerei stärker hervorzuheben. Der Schwerpunkt lag auf der Persönlichkeitsentwicklung und der Förderung des Gemeinschaftsgefühls.
- Diskurse zu gesellschaftlichen Themen: Themen wie soziale Gerechtigkeit, Umweltfragen und Menschenrechte rückten in den Fokus der freimaurerischen Arbeit. Die UFML verstand sich als Plattform für kritische Reflexion und zukunftsweisende Diskussionen.

#### Die „Neuen Pflichten“ (1974): Eine moderne Vision der Freimaurerei
Ein Höhepunkt dieser Phase war die Entwicklung der „Neuen Pflichten“ im Jahr 1974. Dieses Dokument ergänzte und modernisierte die traditionellen „Alten Pflichten“ der Andersonschen Konstitution von 1723. Die „Neuen Pflichten“ waren das Ergebnis intensiver Diskussionen innerhalb der UFML, die sich mit den gesellschaftlichen, technologischen und ökologischen Herausforderungen der Zeit auseinandersetzten.
Die „Neuen Pflichten“ beinhalteten mehrere zentrale Themen:
1. Freiheit der Meinungsäußerung: Anders als in den traditionellen Pflichten, die oft indirekte oder verschlüsselte Äußerungen bevorzugten, betonten die „Neuen Pflichten“ die Bedeutung eines offenen und klaren Diskurses. Freimaurer wurden ermutigt, aktiv und ohne Angst vor Repression ihre Überzeugungen in die Gesellschaft einzubringen.
2. Verantwortung gegenüber der Gesellschaft: Die Freimaurer wurden aufgefordert, eine aktive Rolle in der Gesellschaft zu übernehmen. Dazu gehörten Engagement in sozialen Reformen, die Förderung von Bildung und der Einsatz für ökologische Nachhaltigkeit. Insbesondere die Bekämpfung von Umweltzerstörung und sozialer Ungleichheit wurde als moralische Verpflichtung angesehen.
3. Toleranz und Vielfalt: Die „Neuen Pflichten“ legten besonderen Wert auf die Akzeptanz und Förderung unterschiedlicher Weltanschauungen. Freimaurerei wurde als Raum des Dialogs zwischen verschiedenen religiösen und philosophischen Überzeugungen definiert, wobei die Loge selbst weltanschaulich neutral blieb.
4. Individuelle Freiheit und soziale Verantwortung: Die Verbindung zwischen individueller Freiheit und sozialer Verantwortung war ein zentrales Anliegen der „Neuen Pflichten“. Freimaurer wurden aufgefordert, ihre persönlichen Freiheiten nicht nur zum eigenen Vorteil, sondern auch zum Wohl der Gemeinschaft einzusetzen.
5. Menschenrechte und ethisches Handeln: Die „Neuen Pflichten“ verpflichteten die Freimaurer, sich aktiv für die Wahrung der Menschenrechte einzusetzen. Dies umfasste den Schutz der Menschenwürde, die Förderung von Gerechtigkeit und die Unterstützung kultureller Verständigung.

Die „Neuen Pflichten“ waren ein visionäres Dokument, das die Werte der Aufklärung und der modernen liberalen Freimaurerei vereinte. Sie wurden nicht nur innerhalb der UFML, sondern auch in anderen liberalen freimaurerischen Obödienzen weltweit als wegweisend angesehen.

#### Internationale Zusammenarbeit und die Verbindung zu CLIPSAS
Obwohl die UFML organisatorisch auf sich allein gestellt war, blieb sie ein aktiver Teil der internationalen liberalen Freimaurerei. Die Kontakte zu CLIPSAS und anderen liberalen Obödienzen wurden intensiviert, und die UFML spielte eine wichtige Rolle im Austausch von Ideen und Konzepten. Diese Zusammenarbeit half, die freimaurerische Arbeit in Österreich weiterzuentwickeln und die Prinzipien der liberalen Freimaurerei international zu verbreiten.

#### Bedeutung dieser Phase
Die Jahre 1963 bis 1985 waren eine transformative Periode für die UFML und die liberale Freimaurerei in Österreich. In dieser Zeit gelang es der UFML, trotz organisatorischer Einschränkungen eine führende Rolle in der intellektuellen und gesellschaftlichen Weiterentwicklung der Freimaurerei einzunehmen. Die „Neuen Pflichten“ stellten einen bedeutenden Meilenstein dar, der die Freimaurerei in Österreich für die Herausforderungen der Gegenwart und Zukunft neu definierte.
Die Arbeit der UFML in dieser Periode schuf die Grundlage für die spätere Wiedererweckung des Großorients von Österreich im Jahr 1985 und die Gründung der Liberalen Großloge von Österreich (LGL). Die Ideale von Gewissensfreiheit, sozialer Verantwortung und Toleranz wurden in dieser Zeit nicht nur bewahrt, sondern auch weiterentwickelt und neu interpretiert.

### 1985–2003: Wiedererweckung des Großorients von Österreich
Die Jahre 1985 bis 2003 markieren die Wiedererweckung und den Aufschwung des Großorients von Österreich (GOÖ) als eine der zentralen Organisationen der liberalen Freimaurerei in Österreich. Diese Phase war geprägt von tiefgreifenden gesellschaftlichen Veränderungen, internen Reformen und einer verstärkten internationalen Vernetzung. Der GOÖ entwickelte sich zu einer dynamischen und progressiven Obödienz, die sowohl traditionelle als auch moderne Werte der Freimaurerei miteinander verband.

#### Hintergrund: Der gesellschaftliche Wandel der 1980er Jahre
Die 1980er Jahre waren von bedeutenden gesellschaftlichen Umbrüchen geprägt. Themen wie Gleichberechtigung, soziale Gerechtigkeit und Umweltschutz gewannen zunehmend an Bedeutung. Innerhalb der liberalen Freimaurerei wurde erkannt, dass die Organisationen nur dann ihre Relevanz behalten konnten, wenn sie diese Entwicklungen aufgriffen.
Die Diskussionen innerhalb der UFML, insbesondere über die „Neuen Pflichten“ aus den 1970er Jahren, hatten bereits den Weg für eine modernere und inklusivere Freimaurerei bereitet. Gleichzeitig wurde deutlich, dass eine Rückkehr zu einer größeren organisatorischen Struktur notwendig war, um die Arbeit auf eine breitere Basis zu stellen und den gesellschaftlichen Herausforderungen besser zu begegnen.

#### Die Wiedererweckung des Großorients von Österreich (1985)
Im Jahr 1985 wurde der GOÖ als Dachorganisation für die drei Logen UFML, „Zu den Neuen Pflichten“ und „Gotthold Ephraim“ wiedererweckt. Die Gründung dieser drei Logen spiegelte unterschiedliche Schwerpunkte innerhalb der liberalen Freimaurerei wider:
- UFML: Die ursprüngliche Loge setzte ihre Arbeit als reine Männerloge fort, öffnete sich jedoch später für Frauen.
- „Zu den Neuen Pflichten“: Diese Loge nahm Frauen auf und basierte auf den progressiven Prinzipien der „Neuen Pflichten“.
- „Gotthold Ephraim“: Diese Loge, benannt nach Gotthold Ephraim Lessing, legte ihren Schwerpunkt auf literarische und kulturelle Arbeit.

Die Wiedererweckung des GOÖ war kein einfacher Prozess, sondern das Ergebnis jahrelanger Diskussionen und Vorbereitungen. Die Schaffung einer Dachorganisation ermöglichte es, die Ressourcen der Logen zu bündeln und eine stärkere Stimme für die liberale Freimaurerei in Österreich und international zu etablieren.

#### Strukturen und Ziele des wiedererweckten GOÖ
Der wiedererweckte GOÖ setzte auf eine moderne und demokratische Organisationsstruktur, die sich durch Transparenz und Mitbestimmung auszeichnete. Zu den zentralen Zielen gehörten:
1. Förderung von Vielfalt und Inklusion: Der GOÖ öffnete sich bewusst für alle Menschen, unabhängig von Geschlecht, Religion, ethnischem Hintergrund oder sozialem Status. Die Aufnahme von Frauen in zwei der drei Gründungslogen war ein historischer Schritt und spiegelte den Anspruch wider, eine moderne und gerechte Organisation zu sein.
2. Bewahrung und Weiterentwicklung freimaurerischer Prinzipien: Der GOÖ legte großen Wert darauf, die grundlegenden Werte von Freiheit, Gleichheit und Brüderlichkeit zu bewahren, diese jedoch an die Herausforderungen der modernen Gesellschaft anzupassen.
3. Internationale Vernetzung: Der GOÖ erneuerte seine Mitgliedschaft bei CLIPSAS, der internationalen Vereinigung liberaler Freimaurer, und engagierte sich aktiv in deren Arbeit. Die Kontakte zu anderen liberalen Obödienzen wurden ausgebaut, insbesondere in Mitteleuropa, wo der Fall des Eisernen Vorhangs 1989 neue Möglichkeiten der Zusammenarbeit eröffnete.
4. Gesellschaftliches Engagement: Der GOÖ setzte sich intensiv mit zeitgenössischen Themen auseinander, darunter Menschenrechte, soziale Gerechtigkeit und Umweltschutz. Die Logen verstanden sich als Plattformen für intellektuelle und gesellschaftspolitische Diskussionen.
5. Rituelle Vielfalt und Innovation; Während einige Logen traditionelle freimaurerische Rituale bewahrten, experimentierten andere mit neuen Ansätzen, um die Freimaurerei relevanter und zugänglicher zu gestalten.

#### Aufnahme von Frauen in die Freimaurerei
Ein zentraler Meilenstein dieser Periode war die Aufnahme von Frauen in die freimaurerische Arbeit. Die Logen „Zu den Neuen Pflichten“ und „Gotthold Ephraim“ führten diesen Schritt 1985 ein, was in der österreichischen liberalen Freimaurerei bis dahin beispiellos war. Die österreichische Föderation des Le Droit Human nahm hingegen bereits länger Frauen auf.
Die Entscheidung, Frauen aufzunehmen, war das Ergebnis jahrzehntelanger Diskussionen innerhalb der UFML und des GOÖ. Sie wurde durch die progressiven Ideen der „Neuen Pflichten“ inspiriert, die die Gleichheit aller Menschen betonten. Dieser Schritt ermöglichte es dem GOÖ, eine zukunftsorientierte Freimaurerei zu fördern, die den gesellschaftlichen Realitäten gerecht wurde.

#### Wachstum und neue Logen (1985–2003)
Der wiedererweckte GOÖ erlebte in den folgenden Jahren ein stetiges Wachstum und eine Diversifizierung seiner Arbeit. Neue Logen wurden gegründet, die die Bandbreite der freimaurerischen Arbeit erweiterten:
- „Perpetuum Mobile“ (1990): Diese Ausbildungs- und Forschungsloge diente als Plattform für freimaurerische Bildung und den Austausch zwischen Logen. Sie bot Seminare und Vorträge an, die sowohl praktische als auch theoretische Aspekte der Freimaurerei behandelten.
- „Zu den Drei Spiegeln“ (1998): Eine Männerloge mit traditionellerer Ausrichtung, die gleichzeitig die Prinzipien der liberalen Freimaurerei vertrat.
- „Sapientia Cordis“ (1999): Eine gemischte Loge mit Schwerpunkt auf intellektuellem und spirituellem Austausch, die sich besonders der Förderung der Frauen und der philosophischen Reflexion widmete.

#### Bedeutung dieser Periode
Die Jahre 1985 bis 2003 waren eine Zeit des Aufschwungs und der Transformation für den GOÖ. Die Wiedererweckung des Großorients ermöglichte es, die liberalen freimaurerischen Prinzipien in Österreich zu stärken und international sichtbar zu machen. Die Öffnung für Frauen, die Gründung neuer Logen und die verstärkte internationale Zusammenarbeit prägten diese Phase und legten den Grundstein für die spätere Entwicklung der Liberalen Großloge von Österreich.
Die Wiedererweckung des GOÖ zeigte, dass die Freimaurerei in der Lage ist, sich den Herausforderungen der Zeit anzupassen und gleichzeitig ihre grundlegenden Werte zu bewahren. Sie war ein bedeutender Schritt in der Geschichte der liberalen Freimaurerei und bleibt ein wichtiges Kapitel in der Entwicklung dieser Bewegung in Österreich.

### 2003–2007: Auszug aus dem Großorient
Die Entstehung der LGL begann mit den Gründungslogen des GOÖ, den Logen UFML, Zu den Neuen Pflichten und Gotthold Ephraim, die sich 2003 aufgrund von räumlichen Engpässen und organisatorischen Unstimmigkeiten vom Großorient von Österreich abspalteten. Diese Logen waren ursprünglich Teil des GOÖ und spielten eine entscheidende Rolle in dessen Entwicklung. Nachdem jedoch die jüngeren Logen des GOÖ in ein neues Logenhaus umzogen und die älteren Logen in den bisherigen Räumen verblieben, kam es zu Differenzen, die schließlich in der Gründung einer neuen Großloge mündeten.
Die LGL wurde als demokratischere und inklusivere Obödienz ins Leben gerufen, die es ermöglichte, die Prinzipien der Freimaurerei zu modernisieren und für die Zukunft zu wahren. In dieser Phase wurden die ersten Strukturen der LGL geschaffen. Besonders hervorzuheben ist die Einführung einer auf starken check and balances basierenden Leitstruktur, die sicherstellt, dass Entscheidungen transparent getroffen wurden und dass alle Mitglieder die Möglichkeit hatten, sich an den Prozessen zu beteiligen.
Diese demokratische Struktur stellte sicher, dass die Grundprinzipien der Brüderlichkeit und Gleichberechtigung innerhalb der LGL weitergeführt wurden, während gleichzeitig der Weg für eine moderne Ausrichtung der Freimaurerei geebnet wurde. Die Gründung der LGL war somit nicht nur eine organisatorische Neugründung, sondern ein symbolischer Akt der Fortführung der Traditionen des GOÖ, die sich durch Vielfalt, Offenheit und Modernität auszeichneten.

### 2007 bis heute: Wachstum und internationale Vernetzung
Erste Jahre und Konsolidierung (2007–2013)
Nach ihrer Gründung im Jahr 2007 nahm die LGL die Arbeit auf, um sich zu etablieren und eine solide Struktur zu schaffen. Die ersten Jahre waren geprägt von der Konsolidierung der internen Organisation und der Festlegung grundlegender Prinzipien und Arbeitsweisen. Die drei Gründungslogen der LGL, die direkt aus dem GOÖ hervorgingen, bildeten die treibende Kraft, die die Entwicklung der neuen Großloge vorantrieben. Die LGL setzte in dieser Zeit insbesondere auf die Stärkung des demokratischen Charakters, der stark betont wurde. Ein bedeutender Schritt in der weiteren internationalen Positionierung der LGL war der (Wieder-)Beitritt zur CLIPSAS (Confédération des Loges et Obédiences Libérales et Adogmatiques) im Jahr 2011. Dieser Beitritt ermöglichte der LGL eine stärkere internationale Vernetzung und den Austausch mit anderen liberalen Freimaurerorganisationen weltweit. Die Mitgliedschaft in CLIPSAS unterstrich die Verpflichtung der LGL zu den liberalen Prinzipien der Freimaurerei, insbesondere zu Freiheit, Gleichberechtigung und Brüderlichkeit.
Gleichzeitig nahm die LGL 2011 mit der Loge Epicure in Bratislava eine weitere Loge auf. Diese Entscheidung unterstrich die internationale Ausrichtung der LGL und war ein Ausdruck des Wunsches, die grenzüberschreitende Zusammenarbeit innerhalb der europäischen Freimaurergemeinschaft zu intensivieren. Die Aufnahme dieser Loge führte zu einer weiteren Verstärkung der LGL als Teil eines größeren internationalen Netzwerks, was für ihre zukünftige Entwicklung von entscheidender Bedeutung war.
Etablierung und Wachstum der LGL (2013-Heute)
In den Jahren von 2013 bis Heute erlebte die LGL eine Phase des Wachstums und der etablierten Struktur. In dieser Zeit stieg die Mitgliederzahl kontinuierlich, und die LGL nahm mehrere neue Logen auf, die die Vielseitigkeit und Internationale Ausrichtung der Organisation unterstrichen. Einige bedeutende Ereignisse und Entwicklungen in dieser Phase umfassen:
- 2013: Die Loge Europa trat der LGL bei. Diese Loge hatte das Ziel, die Zusammenarbeit und den Austausch innerhalb der europäischen Freimaurerei zu stärken und die LGL als Teil der europäischen Freimaurer-Gemeinschaft zu positionieren.
- 2014: Die Loge Logos wurde aufgenommen, die sich auf philosophische und intellektuelle Arbeit konzentrierte und einen weiteren wichtigen Akzent in der Arbeit der LGL setzte. Diese Loge stellte sicher, dass die LGL auch weiterhin als eine denkende und diskursive Organisation wahrgenommen wurde.
- 2023: Die erste englischsprachige Loge, Isaac Newton, trat der LGL bei. Dies war ein wichtiger Schritt, der die internationale Dimension der LGL weiter ausbaute und ihre Verbindungen zu anderen englischsprachigen Freimaurerorganisationen vertiefte.
- 2024: Die Schweizer Loge Fidelitas trat der LGL bei, was die geografische und kulturelle Diversität der Organisation stärkte und ihr internationales Netzwerk weiter erweiterte.[62]

### Fazit
Die Geschichte der Liberalen Großloge von Österreich und des Großorients von Österreich verdeutlicht die Anpassungsfähigkeit der Freimaurerei an gesellschaftliche Veränderungen. Die Prinzipien von Gewissensfreiheit, Toleranz und demokratischer Mitbestimmung stehen im Zentrum ihrer Arbeit und werden durch internationale Vernetzung gestärkt. Die LGL setzt diese Tradition fort und trägt sie in eine moderne und globalisierte Welt.